# Liste der Baudenkmäler in Kalkum
Die Liste der Baudenkmäler in Kalkum enthält die denkmalgeschützten Bauwerke auf dem Gebiet von Düsseldorf-Kalkum, Stadtbezirk 5, in Nordrhein-Westfalen. Diese Baudenkmäler sind in der Denkmalliste der Stadt Düsseldorf eingetragen; Grundlage für die Aufnahme ist das Denkmalschutzgesetz Nordrhein-Westfalen (DSchG NRW).

## Baudenkmäler
| Bild                        | Bezeichnung                 | Lage                                                                    | Beschreibung               | Bauzeit                          | Eingetragen seit  | Denkmal- nummer |
| --------------------------- | --------------------------- | ----------------------------------------------------------------------- | -------------------------- | -------------------------------- | ----------------- | --------------- |
| weitere Bilder              | Wohnhaus mit Gartenanlage   | Am Hüttenhof 7 Karte                                                    |                            | ca. 1913                         | 15. Oktober 1996  | A 1403          |
| weitere Bilder              | Wohnhaus mit Gartenanlage   | Am Klompenkothen 8–10 Karte                                             | Architekt: Edmund Schwarze | 1969–1971                        | 12. Dezember 2016 | A 1668          |
| Haus Weber mit Gartenanlage | Haus Weber mit Gartenanlage | An der Alten Mühle 1, 3, 4, 5, 6, 7, 8, Edmund-Bertrams-Straße 22 Karte |                            | 1949–1956                        | 19. November 1992 | A 1249          |
| Hof                         | Hof                         | Edmund-Bertrams-Straße 36 Karte                                         |                            | 18. Jh., 19. Jh., Anfang 20. Jh. | 20. Juli 2001     | A 1497          |
| weitere Bilder              | Schloss Kalkum mit Park     | Oberdorfstraße 10 Karte                                                 |                            | 18. Jh., 1810–1812               | 18. Januar 1984   | A 520           |
| Wohnhaus mit Nebengebäude   | Wohnhaus mit Nebengebäude   | Oberdorfstraße 22, 24 Karte                                             |                            | Anfang 19. Jh.                   | 1. August 1986    | A 989           |
| Wohnhaus mit Nebengebäuden  | Wohnhaus mit Nebengebäuden  | Oberdorfstraße 26, 28 Karte                                             |                            | 1800                             | 20. Juni 1986     | A 985           |
| weitere Bilder              | St. Lambertus               | Oberdorfstraße 29 Karte                                                 |                            | 11.–13. Jh.                      | 26. August 1985   | A 916           |
|                             |                             | Oberdorfstraße 31 Karte                                                 |                            | ca. 1880, ca. 1905               | 6. Juni 1988      | A 1123          |
| Wohnhaus und Waschhaus      | Wohnhaus und Waschhaus      | Oberdorfstraße 38, 40, 40b Karte                                        |                            | Anfang 19. Jh.                   | 23. Mai 1984      | A 599           |
| Alte Kalkumer Mühle         | Alte Kalkumer Mühle         | Oberdorfstraße 39 Karte                                                 |                            | vor 1265                         | 20. Januar 1989   | A 1175          |
|                             |                             | Oberdorfstraße 43 Karte                                                 |                            | Mitte 19. Jh.                    | 23. Mai 1984      | A 600           |
| weitere Bilder              | Gefallenen-Ehrenmal         | Oberdorfstraße, gegenüber Schloss Kalkum                                |                            | ca. 1920                         | 6. Februar 1996   | A 1381          |
|                             |                             | Zeppenheimer Dorfstraße 4 Karte                                         |                            | 18., 19. Jh.                     | 14. Juli 1999     | A 1464          |